# Casas do Soeiro
Casas do Soeiro ist eine Gemeinde (Freguesia) im portugiesischen Kreis Celorico da Beira. In ihr leben 468 Einwohner (Stand 19. April 2021).